# Nicklas Halse
Nicklas Halse (født 3. maj 1997) er en dansk fodboldspiller, der spiller for Hvidovre IF. 
Halse er født og opvokset i Hvidovre, hvor han fra en ung alder begyndte at sparke til bolden. Han startede sin karriere med at spille i Hvidovre IF og har senere hen spillet i flere forskellige klubber på senior plan.  
Halse har ydermere repræsenteret flere danske ungdomslandshold. 

## Klubkarriere
Han blev midt i juli 2014 solgt fra Hvidovre IF til Brøndby IF.

## Anden virke
Nicklas Halse var i 2005 med i familiefilmen Af Banen som lillebror til fodboldspilleren "Krølle".